# Schweizer Filmpreis/Bestes schauspielerisches Nachwuchstalent
Sämtliche Gewinner des Schweizer Filmpreises in der Kategorie Bestes schauspielerisches Nachwuchstalent werden hier aufgelistet. Der Preis wurde das erste Mal im Januar 2008 verliehen.
| Jahr | Preisträger        | für den Film | Nominierungen |
| 2008 | Philippe Graber    | Der Freund   | Steven Pinheiro de Almeida in Die Unsanfte Nils Althaus in Breakout Gabriela Brand in bersten Cheryl Graf in Kein Zurück – Studers neuster Fall |
| 2009 | Kacey Mottet Klein | Home         | Joel Basman in Luftbusiness Kacey Mottet Klein in Home Melanie Sauder in Zufallbringen                                                          |
| 2010 | Uygar Tamer        | Dirty Money  | Jennifer Mulinde-Schmid in Die Standesbeamtin Giorgia Würth in Sinestesia                                                                       |